# Primeira Liga da República Sérvia
A Primeira Liga da Rebública Sérvia é uma competição de futebol equivalente ao segundo nível na Bósnia e Herzegovina, juntamente com a Primeira Liga da Federação da Bósnia e Herzegovina.
O campeão da liga é promovido à Premijer Liga. Os times rebaixados, dependendo de quanto forem rebaixados, caem para a Segunda Liga da República Sérvia.

## História
Uma vez que existiam três campeonatos de futebol diferentes no país, organizados com base em princípios étnicos, a "Primeira Liga da República Sérvia" era a primeira divisão da República Sérvia antes de 2002. No entanto, os campeões desta Liga não foram reconhecidos pela UEFA. Em 2002, os melhores clubes da República Sérvia juntaram-se à Premijer Liga e a Primeira Liga foi mantida como uma das duas divisões de segundo nível.

### Novo formato e expansão
A liga mudou de formato na temporada 2014-15 e foi dividida em duas fases, a temporada regular e os playoffs. Cada um dos 12 competidores da Primeira Liga joga contra os times duas vezes na temporada regular, em um total de 22 partidas. A fase de playoff é então jogada de abril a maio. O sistema de pontos no playoff do campeonato é o mesmo da temporada regular, exceto que cada equipe começa com metade dos pontos que ganhou na temporada regular, arredondado para o número inteiro mais próximo. Os pontos ganhos por arredondamento são deduzidos em caso de empate. Sistemas semelhantes também são usados na Jupiler Pro League e na Ekstraklasa.
As seis melhores equipes da temporada regular entram no playoff do campeonato, com o primeiro colocado vencendo a Primeira Liga e os times classificados de 7 a 12 após a temporada regular entram nos playoffs de rebaixamento. Cada equipe joga seu oponente uma vez. O campeão da Liga é promovido à Premijer Liga no final da temporada, e os últimos clubes são rebaixados para a Segunda Liga da República Sérvia (terceiro nível). O número de times rebaixados depende de quantos clubes estão entrando na liga.
Em 12 de junho de 2020, foi confirmado que a liga será expandida de 10 para 16 equipes na temporada de 2020–21.

## Clubes participantes em 20/21
| Time                   | Última temporada |
| ---------------------- | ---------------- |
| Zvijezda 09            | Rebaixado        |
| Rudar Prijedor         | 2º               |
| Kozara Gradiška        | 3º               |
| Željezničar Banja Luka | 4º               |
| Modriča                | 5º               |
| Slavija Sarajevo       | 6º               |
| Tekstilac Derventa     | 7º               |
| Podrinje Janja         | 8º               |
| Jedinstvo Brčko        | 9º               |
| Borac Kozarska Dubica  | Promovido        |
| Leotar                 | Promovido        |
| Drina Zvornik          | Convidado        |
| Ljubić Prnjavor        | Convidado        |
| Sloboda Novi Grad      | Convidado        |
| Sloga Doboj            | Convidado        |
| Sutjeska Foča          | Convidado        |

## Campeões
Campeões da liga desde 1995-96:
| Temporada | Campeão          | Vice-campeão      | Artilheiro                       | Time                          | Gols              |
| --------- | ---------------- | ----------------- | -------------------------------- | ----------------------------- | ----------------- |
| 1995–96   | Boksit Milići    | Rudar Prijedor    | Siniša Đurić Zoran Majstorović   | Kozara Gradiška Boksit Milići | 16 Goals          |
| 1996–97   | Rudar Ugljevik   | Sloga Trn         | Mladen Zgonjanin Marić           | Sloga Trn Glasinac Sokolac    | 14 Goals 14 Goals |
| 1997–98   | Rudar Ugljevik   | Borac Banja Luka  | Nikola Bala                      | Rudar Ugljevik                | 31 Goals          |
| 1998–99   | Radnik Bijeljina | Rudar Ugljevik    | Mladen Zgonjanin                 | Sloga Trn                     | 23 Goals          |
| 1999–2000 | Boksit Milići    | Rudar Ugljevik    | Nedo Zdjelar                     | Sloboda Novi Grad             | 29 Goals          |
| 2000–01   | Borac Banja Luka | Sloboda Novi Grad | Milanko Đerić                    | Boksit Milići                 | 26 Goals          |
| 2001–02   | Leotar           | Kozara Gradiška   | Pavle Delibašić Siniša Jovanović | Leotar Glasinac Sokolac       | 21 Goals 21 Goals |

Desde a temporada de 2002-03, tornou-se a segunda competição de nível nacional. O campeão da liga obtém promoção direta à Premijer Liga.
- 2002–03 - Modriča
- 2003–04 - Slavija Sarajevo
- 2004–05 - Radnik Bijeljina
- 2005–06 - Borac Banja Luka
- 2006–07 - Laktaši
- 2007–08 - Borac Banja Luka
- 2008–09 - Rudar Prijedor
- 2009–10 - Drina Zvornik
- 2010–11 - Kozara Gradiška
- 2011–12 - Radnik Bijeljina
- 2012–13 - Mladost Velika Obarska
- 2013–14 - Drina Zvornik
- 2014–15 - Rudar Prijedor
- 2015–16 - Krupa
- 2016–17 - Borac Banja Luka
- 2017–18 - Zvijezda 09
- 2018–19 - Borac Banja Luka
- 2019–20 - Krupa
- 2020–21 -

## Performance por clube
| Time                   | Títulos | Temporadas                   |
| ---------------------- | ------- | ---------------------------- |
| Borac Banja Luka       | 5       | 2001, 2006, 2008, 2017, 2019 |
| Radnik Bijeljina       | 3       | 1999, 2005, 2012             |
| Rudar Ugljevik         | 2       | 1997, 1998                   |
| Boksit Milići          | 2       | 1996, 2000                   |
| Drina Zvornik          | 2       | 2010, 2014                   |
| Rudar Prijedor         | 2       | 2009, 2015                   |
| Krupa                  | 2       | 2016, 2020                   |
| Leotar                 | 1       | 2002                         |
| Alfa Modriča           | 1       | 2003                         |
| Slavija Sarajevo       | 1       | 2004                         |
| Laktaši                | 1       | 2007                         |
| Kozara Gradiška        | 1       | 2011                         |
| Mladost Velika Obarska | 1       | 2013                         |
| Zvijezda 09            | 1       | 2018                         |